# 七龍珠Z：一夫當關的最終決戰～向弗利沙挑戰的Z戰士 孫悟空之父～

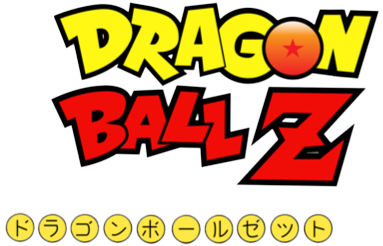
七龍珠Z的徽標

《七龍珠Z 一夫當關的最終決戰～向弗力札挑戰的Z戰士孫悟空之父～》是改編自日本漫畫作家鳥山明《七龍珠》原作的電視節目《七龍珠Z》，於1990年10月17日播映的電視特別篇動畫原創故事。

## 製作
這是描寫七龍珠的主角孫悟空的外傳故事。在《七龍珠Z》第63話和第64話；《七龍珠改》第1話、第42話；劇場版《七龍珠Z 最強對最強》的開場也放映了部分場景。
《七龍珠》的原作者鳥山明給予本作「描寫了悲慘的過去，讓我相當地感動，所以我讓巴达克在原作裡也露了一臉。」的評語「如果是我，絕對畫不出來啊。有一種不一樣的七龍珠的感覺」。主角巴達克是一名原創人物，在之後的原作弗力札的回憶場景中也登場了。負責人物設計的中鶴勝祥談著「想不到那個場景還回饋到原作裡了，真是讓我欣喜不已。」。但是原作到後期已經忘掉巴達克這個人物。
本作品是從「悟空從何而來？」「悟空應該有個父親」這個出發點所製作的作品。原本計畫以電影院的劇場版規格的小故事「描述悟空和悟空父親的故事」。腳本作家隅澤克之說“悟空與弗力札的鬥爭意味著什麼？我想試著描繪他們的因果關係。”。
巴達克和出現在此作品中的四個賽亞人的人物設計是鳥山明根據中鶴勝祥的粗略設計而設計的。。根據中鶴的說法，巴達克的設計沒有護肩的原因是演出橋本光夫從黑澤明電影《七武士》中獲得的想法。”。2011年鳥山談到「我是一個健忘的人，所以我對曾經設計悟空的父親巴達克的人物設計的事情，幾乎已經忘記了。」
主角巴達克的名字源自於牛蒡的英文「Burdock」。
2011年12月17日亦發表了後續作品《七龍珠：巴達克之章》(ドラゴンボールエピソードオブバーダック)，漫畫版由鳥山明參與原作與監修，オオイシナホ擔任漫畫作畫。

## 故事
發生於七龍珠的歷史737年。在貝吉塔行星上有一名為卡洛特的賽亞人嬰兒誕生，同一時間他的父親巴達克等五名賽亞人佔領卡那薩星球(カナッサ星)，隔天同夥的其他戰士提議要替「兒子的誕生慶祝」，此時卡那薩星的倖存者トオロ使用幻影拳攻擊巴達克，トオロ告訴他們「我已經釋放了可以讓你預知未來的幻影拳。你已經可以看到你們一族的末路了，你們只有被詛咒的未來。你就看看那個未來好好的苦惱吧！哈哈哈哈」此後巴達克立即失去意識。成功佔領卡那薩的消息隨即傳到弗力札那裡，其部下尚波「雖然個人力量不強，但成群結黨就可以發揮強大的力量，繼續放著賽亞人不管，以後也許是個麻煩」，弗力札沉靜一會說道「您說會變成阻礙是吧」。幾天後，巴達克雖然傷勢復原但是被診斷腦電波異常。巴達克在治療器的睡眠中見到他的兒子卡洛特，以及賽亞人即將被弗力札摧毀之後，巴達克意識到トオロ死前所說的話。來到嬰兒室看見兒子卡洛特，說著「戰鬥力值只有兩點嗎？垃圾」，巴達克收到下一顆星球為米特星球的命令便離開來到米特星球。
在米特星球上，多多利亞和他的部下殺害托馬，當巴達克到達時隊友幾乎被殲滅了。托馬告訴巴達克，「弗力札背叛了我們…聽好了，馬上回到貝吉塔行星聚集夥伴對抗弗力札，讓他知道賽亞人有多…強…」後死去。巴達克面對並擊敗了多多利亞的四名部下，但隨後不久就遭到多多利亞的襲擊而受了重傷。返回貝吉塔行星的巴達克看見弗力札正在靠近貝吉塔行星，又與兒子卡洛特的宇宙船擦肩而過後，他終於意識到自己曾做過的所有夢境都是真實的。巴達克呼籲賽亞人要團結起來，但是賽亞人完全不相信，於是巴達克下定決心改變這個未來，獨自一人上前打敗眾多弗力札兵團，向弗力札挑戰，改變貝吉塔行星、自己的命運、卡洛特的命運，還有弗力札的命運，但最後仍不敵弗力札的攻擊而死去。巴達克告訴卡洛特「卡洛特就由你繼承我的遺志，將來一定要替賽亞人和貝吉塔行星報仇。」隨後卡洛特順利抵達地球，孫悟飯見到一個有精神的嬰兒哭鬧，認為不能把他丟在這裡，並將卡洛特取名為「孫悟空」。

## 聲音演員
- 巴達克、孫悟空：野澤雅子
- トーマ：曾我部和恭
- セリパ：三田友子
- パンブーキン：渡部猛
- トテッポ：鹽屋浩三
- 弗力札：中尾隆聖
- 尚波：速水獎
- 多多利亞：堀之紀
- トオロ：銀河萬丈
- 孫悟飯：梓欣平
- 貝吉塔：堀川亮
- 那霸：飯塚昭三
- 賽亞人A：掛川裕彦
- 賽亞人B：真地勇志
- 賽亞人C：佐藤智恵
- 賽亞人D：里内信夫
- 賽亞人E：中尾巖雄
- ナレーション：八奈見乘兒

## 製作人員
- 原作：鳥山明
- 企劃：森下孝三、清水賢治
- 製作擔當：鳥本武
- 劇本統籌：小山高生
- 腳本：小山高生、隅澤克之
- 音樂：菊池俊輔
- 美術設定：池田祐二、吉田智子
- 美術監督：吉田智子
- 人物設計：前田實、中鶴勝祥
- 作畫監督：中鶴勝祥
- 系列導演（導演）：西尾大介
- 作畫監督補佐：佐藤正樹
- 原畫：江口壽志、山室直儀、海老澤幸男、井上榮作等
- 動畫：館直樹等
- 技術指導：小松亘弘
- 選曲：宮下滋
- 演出助手：藤瀬順一
- 演出：橋本光夫
- 制作：富士電視、東映動畫

## 主題歌
開場『CHA-LAHEAD-CHA-LA』
作詞：森雪之丞
作曲：清岡千穂
編曲：山本健司
主唱：影山浩宣
閉幕『光の旅』
作詞：佐藤大
作曲：清岡千穂
編曲：山本健司
主唱：影山浩宣、Ikuko
插曲『ソリッドステート・スカウター』
作曲・編曲：岩崎文紀／VOICE-TOKIO
演奏：Dragon Magic Orchestra

## 影像軟件
- DRAGON BALL Z DVD BOX DRAGON BOX VOL.1

2003年3月19日由Pony cany發售。作為影像特典收錄。
- DRAGON BALL Z SPECIAL SELECTION DVD

2011年8月5日與電視特別篇第二集《七龍珠Z 向絕望反抗!!殘存的超戰士‧悟飯與特南克斯》共同收錄。

## 相關書籍
全彩漫畫
七龍珠Z 電視特別篇 一夫當關的最終決戰～向弗力札挑戰的Z戰士孫悟空之父～（Jump Anime Comics）
| 卷數 | 集英社        | 集英社             |
| 卷數 | 發售日期      | ISBN               |
| ---- | ------------- | ------------------ |
| 全   | 1993年1月12日 | ISBN 4-8342-1183-5 |

## 註解

### 來源
1. 1 2 3 4  鈴木晴彦編「鳥山明×中鶴勝祥対談」電視動畫完全ガイド「DRAGONBALLZ」孫悟空伝説集英社〈Jump・Comics〉、2003年10月8日、ISBN4：08：873546：3、97：98頁。
2. ↑  渡辺彰則編「鳥山明的超会見」七龍珠大全集6巻集英社、1995年12月9日、ISBN4-08-782756-9′216頁。
3. ↑  鳥山明「其之三百七超決戦の火ブタ切る!!」DRAGONBALL第26巻集英社〈Jump・Comics〉、1991年6月15日、ISBN4：08-851416-5-94：95頁。
4. 1 2  Jump・Comic出版編集部編「capsulecolumn5キャラ名の由来を知りたい!」七龍珠完全版公式ガイドDragonballFOREVER人造人間編〜魔人ブウ編ALLBOUTS&CHARACTERS集英社〈Jump・Comics〉、2004年5月5日、ISBN4-08-873702-4、159頁。
5. ↑  渡辺彰則編「ANIMATION'SGLEANINGSDB動畫の舞台裏PlanningPART2・TV特別篇&劇場版編」七龍珠大全集補巻集英社、1996年8月18日、ISBN4-08-102019-1、68頁。
6. 1 2  週刊少年Jump特別編集「超動畫人座談会」七龍珠Z動畫・特別篇II集英社、1991年6月20日、100頁。
7. ↑  武田実紀男 (编). . アニメーション (徳間書店). 1990-10-10, (1990年10月号): 58.
8. ↑  鈴木晴彦編「ジョイントワークEX」電視動畫完全ガイド「DRAGONBALLZ」孫悟空伝説102頁
9. ↑  鳥山明DRAGONBALL超画集集英社、2013年、ISBN978：4087825206、198頁。
10. ↑  渡辺彰則編「TVSPECIALMEMORIAL」七龍珠大全集6巻集英社、1995年12月9日、ISBN4-08-782756-9、178頁。